# Георгіос Ралліс
Георгіос Іоанну Ралліс (грец. Γεώργιος Ιωάννου Ράλλης), також Йоргос Ралліс (26 грудня 1918, Афіни, Греція — 15 березня 2006, Керкіра, Греція) — грецький політичний діяч, прем'єр-міністр Греції в період 1980—1981 років.

## Ранні роки
Георгіос Ралліс народився в Афінах, у престижному районі Колонакі. Ралліси — одна з найстаріших політичних династій в Греції, спочатку вони були сім'єю багатих фанаріотів. Основоположник династії — Дімітріос Ралліс (1844—1921 роки) п'ять разів обіймав посаду прем'єр-міністра Греції. Його син Іоанніс Ралліс (1878—1946 роки) був одночасно нащадком й іншого голови уряду — Георгіоса Феотокіса. Іоанніс Ралліс обіймав посаду прем'єра в колабораціоністському уряді Греції в період з 1943 по 1944 роки, після звільнення країни від нацистів засуджений до довічного ув'язнення і помер у в'язниці. Син Іоанніса Ралліса Георгіос, навпаки, став одним із символів новогрецької демократії. 1947 року опублікував мемуари свого батька, де той висловлював розкаяння за свою співпрацю з нацистами.
Освіту Георгіос Ралліс здобув в Афінському університеті, де вивчав право та політичні науки. Невдовзі після завершення навчання приєднався до боротьби з італійськими окупантами після нападу 28 жовтня 1940 року. Мав звання молодшого лейтенанта. Під час відступу в квітні 1941 року був поранений.

## Політична кар'єра
Вперше Ралліс був обраний депутатом до Грецького парламенту на виборах 1950 року від Народної партії. В період 1954—1956 роках Георгіос Ралліс обіймав посаду Державного міністра в уряді маршала Александроса Папагоса. У 1956—1958 рр. — Міністр громадських робіт і комунікацій. В 1961—1963 роках — Міністр внутрішніх справ.
Георгіос Ралліс був близьким соратником Константіноса Караманліса — засновника «Національного радикального союзу», а пізніше «Нової Демократії», однієї з найвпливовіших партій в Греції. В уряді Караманліса Георгіос Ралліс очолював різні міністерства. 1967 року після приходу до влади військової хунти «чорних полковників» Ралліс заарештований і висланий з країни.
До країни із заслання він повернувся 1974 року. Кілька місяців обіймав посаду міністра внутрішніх справ Греції. Впродовж трьох років до 1977 обіймав посаду Міністра освіти. На цій посаді Георгіос Ралліс вирішив, так зване, «мовне питання», ввівши в школах як стандарт народну мову дімотіку замість штучно створеної кафаревуси. У 1978—1980 роках — Міністр закордонних справ. На цій посаді Ралліс провів перемовини про вступ Греції в Європейську економічну спільноту та відвідав з офіційним візитом СРСР.
1980 року після того, як Константінос Караманліс добровільно залишив управління партією, Георгіос Ралліс обраний новим лідером консервативної «Нової Демократії» і став прем'єр-міністром. У його прем'єрство Греція знову приєдналася до альянсу НАТО, з якого раніше показово вийшла після окупації Туреччиною Північного Кіпру. Проте 1981 року на парламентських виборах перемогла партія ПАСОК на чолі з Андреасом Папандреу, який став новим прем'єр-міністром держави. Пізніше Ралліс мав серйозні розбіжності у політичних поглядах з його наступником як лідером партії Константіносом Міцотакісом, тому вийшов із партії і залишався позафракційним депутатом Грецького парламенту.
Після виходу на пенсію Георгіос Ралліс створив та опікувався виноградниками і оливковими гаями в своєму родинному маєтку на острові Корфу. Помер Георгіос Ралліс 15 березня 2006 року від серцевої недостатності. У нього залишилися дружина Олена Ралліс (уроджена Вулцу) та дві спільні дочки — Заїра Папалігурас і Іоанна Фармакідіс.